# دوک بزرگ ولادیمیر کیریلوویچ روسیه
دوک بزرگ ولادیمیر کیریلوویچ روسیه (روسی: Владимир Кириллович Романов؛ 30 August [سبک قدیمی: 17 August] ۱۹۱۷  – ۲۱ آوریل ۱۹۹۲) رئیس خانواده امپراتوری روسیه بود، سمتی که از سال ۱۹۳۸ تا زمان مرگش در سال ۱۹۹۲ بر عهده داشت.

## اوایل زندگی
ولادیمیر با نام شاهزاده ولادیمیر کیریلوویچ روسیه در پوروو در دوک‌نشین بزرگ فنلاند، تنها پسر دوک بزرگ سیریل ولادیمیروویچ و دوشس بزرگ ویکتوریا فئودوروونا (با نام خانوادگی پرنسس ویکتوریا ملیتا از ساکس-کوبورگ و گوتا) به دنیا آمد. پدربزرگ و مادربزرگ پدری ولادیمیر، دوک بزرگ ولادیمیر الکساندروویچ روسیه و دوشس بزرگ ماریا پاولونا (با نام خانوادگی دوشس ماری از مکلنبورگ-شورین) بودند. پدربزرگ و مادربزرگ مادری او آلفرد، دوک ساکس-کوبورگ و گوتا و دوشس بزرگ ماری الکساندروونا از روسیه بودند. او به عنوان کودکی درشت اندام و خوش‌قیافه توصیف شده است که شبیه نوه‌اش الکساندر سوم بود.
خانواده ولادیمیر پس از انقلاب روسیه در سال ۱۹۱۷ به فنلاند گریختند. خانواده او در سال ۱۹۲۰ فنلاند را ترک کردند، به کوبورگ، آلمان نقل مکان کردند. در ۸ اوت ۱۹۲۲، پدر ولادیمیر خود را متولی تاج و تخت روسیه اعلام کرد. دو سال بعد، در ۳۱ اوت ۱۹۲۴، پدرش یک قدم فراتر رفت و عنوان امپراتور و خودکامه تمام روسیه را به خود اختصاص داد. با تصاحب عنوان امپراتوری توسط پدرش، ولادیمیر عنوان تسارویچ (ولیعهد بلافصل) و دوک بزرگ با سبک امپراتوری را دریافت کرد. در سال ۱۹۳۰، خانواده او آلمان را به مقصد سن بریاک، فرانسه، جایی که پدرش دربار خود را تأسیس کرد، ترک کردند.
در دهه ۱۹۳۰، ولادیمیر مدتی را در انگلستان گذراند و در دانشگاه لندن تحصیل کرد و در کارخانه تجهیزات کشاورزی بلک‌استون در لینکلن‌شایر کار کرد. او بعداً به فرانسه بازگشت و به بریتانی نقل مکان کرد و در آنجا صاحب زمین شد.

## وارث روسیه و جنگ جهانی دوم

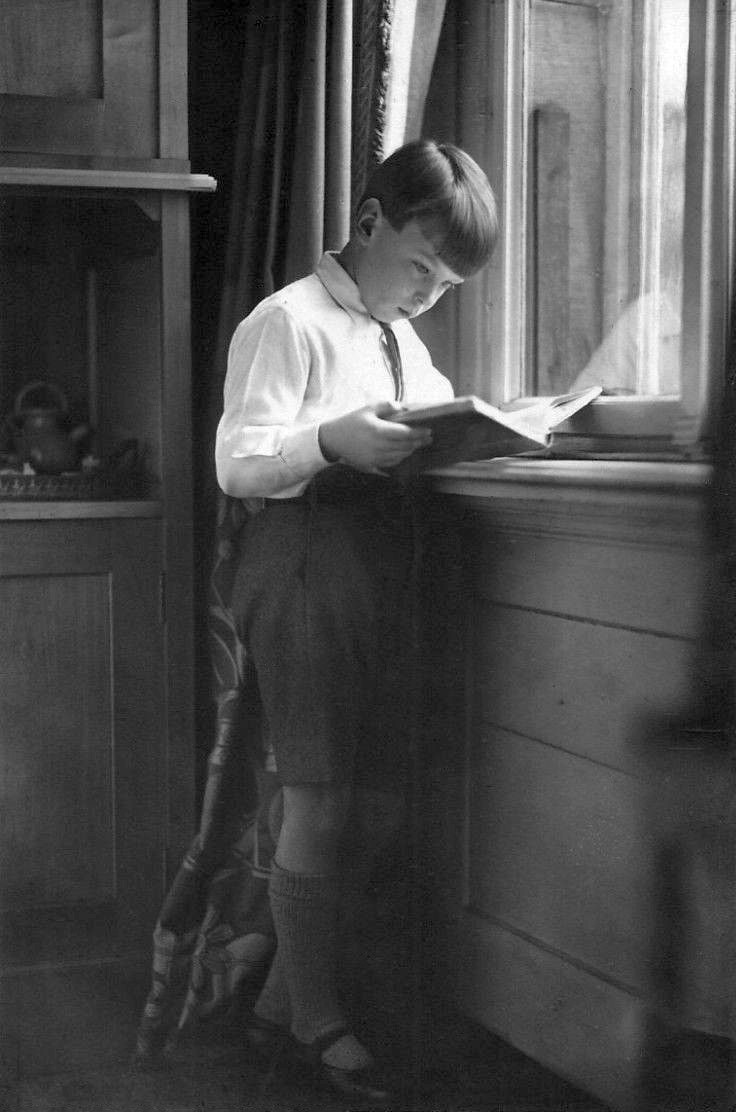
ولادیمیر کیریلوویچ در سال ۱۹۲۵

ولادیمیر پس از مرگ پدرش در ۱۲ اکتبر ۱۹۳۸، ریاست خاندان امپراتوری روسیه را بر عهده گرفت. در سال ۱۹۳۸ پیشنهادهایی مبنی بر اینکه او به عنوان نایب‌السلطنه اوکراین منصوب شود، مطرح شد، اما او این ایده را رد کرد و گفت که به انحلال روسیه کمکی نخواهد کرد.
در طول جنگ جهانی دوم، ولادیمیر در سن-بریاک-سور-مر در بریتانی زندگی می‌کرد. در ۲۶ ژوئن ۱۹۴۱، او این بیانیه را صادر کرد: «در این ساعت خطیر، زمانی که آلمان و تقریباً تمام ملت‌های اروپا علیه کمونیسم و بلشویسم که بیست و چهار سال مردم روسیه را به بردگی و ستم کشیده است، اعلام جنگ صلیبی کرده‌اند، من با این درخواست به همه فرزندان وفادار و فداکار میهنمان روی می‌آورم: هر کاری که می‌توانید، با تمام توان خود، برای سرنگونی رژیم بلشویکی و آزادسازی میهنمان از یوغ وحشتناک کمونیسم انجام دهید.» در سال ۱۹۴۲، ولادیمیر و همراهانش پس از آنکه از صدور بیانیه‌ای مبنی بر دعوت مهاجران روسی برای حمایت از جنگ آلمان نازی علیه اتحاد جماهیر شوروی خودداری کرد، در اردوگاه کار اجباری کومپین قرار گرفتند.
در سال ۱۹۴۴، ارتش آلمان از ترس حمله از ساحل، خانواده را به داخل کشور منتقل کرد. آلمانی‌ها آنها را به پاریس می‌بردند که دستور داده شد به ویتل بروند. حتی ویتل هم ناامن بود، بنابراین آنها به آلمان منتقل شدند. ولادیمیر تا سال ۱۹۴۵ در قلعه‌ای متعلق به شوهر خواهر بزرگترش ماریا کیریلوونا در آمورباخ، باواریا زندگی می‌کرد. پس از شکست آلمان، ترس ولادیمیر از دستگیری توسط شوروی‌ها باعث شد به اتریش و در نزدیکی مرز لیختن‌اشتاین نقل مکان کند. او سعی کرد با ارتش ژنرال بوریس اسمیسلوفسکی حرکت کند و از مرز عبور کند، اما نه لیختن‌اشتاین و نه سوئیس به او ویزای ورود ندادند، بنابراین او در اتریش، جایی که در منطقه اشغالی آمریکا زندگی می‌کرد، ماند.
عمه مادری ولادیمیر، اینفانتا بئاتریس اورلئان-بوربون، برای او ویزای اسپانیا گرفت. ولادیمیر متعاقباً با او در سنلوکار د باررامدا زندگی کرد.

## پس از جنگ و ازدواج
پس از جنگ، او بیشتر وقت خود را در مادرید گذراند و مرتباً در ملک خود در بریتانی و همچنین در پاریس اقامت داشت.
ولادیمیر در ۱۳ اوت ۱۹۴۸ در لوزان با پرنسس لئونیدا گئورگیونا باگراتیون-موخرانسکی ازدواج کرد. قانون خاندان رومانوف پیش از انقلاب تصریح می‌کرد که تنها کسانی که از یک «ازدواج برابر» بین یک سلسله رومانوف و یکی از اعضای یک «سلطنتی یا خاندان حاکم» متولد شده باشند، در خط جانشینی امپراتوری روسیه قرار می‌گیرند. فرزندان ازدواج‌های مورگاناتیک واجد شرایط به ارث بردن تاج و تخت یا جایگاه دودمانی نبودند. خاندانی که پرنسس لئونیدا به آن تعلق داشت، یعنی سلسله باگراتیونی، از قرون وسطی تا اوایل قرن نوزدهم در گرجستان پادشاه بودند، اما هیچ جد مذکری از او از سال ۱۵۰۵ به عنوان پادشاه در گرجستان سلطنت نکرده بود و شاخه او از خاندان باگراتیونی، خاندان موخرانی، پس از الحاق گرجستان به امپراتوری روسیه در سال ۱۸۰۱، در میان اشراف غیرحاکم روسیه تابعیت گرفته بود با این حال، جایگاه سلطنتی خاندان باگراتیونی توسط روسیه در پیمان گئورگیوسک در سال ۱۷۸۳ به رسمیت شناخته شده بود و ولادیمیر کیریلوویچ در ۵ دسامبر ۱۹۴۶ آن را به عنوان رئیس ادعایی خاندان امپراتوری روسیه تأیید کرد. با این حال، آخرین امپراتور حاکم بر روسیه امپراتوری، نیکلاس دوم، ازدواج با این خانواده با پرنسس تاتیانا کنستانتینوا را در سال ۱۹۱۱، مورگاناتیک (زنسالارانه) تلقی کرده بود. بنابراین، بحث‌هایی در مورد اینکه آیا ازدواج ولادیمیر با لئونیدا از روی برابری بوده یا موروثی، و اینکه آیا ادعای او بر تخت امپراتوری به‌طور معتبر پس از مرگش به دخترش ماریا، به سلسله دیگری، یا به هیچ‌کس دیگری منتقل شده است، مطرح می‌شود.
پس از آنکه ولادیمیر دخترش را رسماً به عنوان «وکیل تاج و تخت» معرفی کرد، با این انتظار که او سرانجام به عنوان رئیس سلسله در تبعید جانشین او شود، رؤسای سه شاخه دیگر خانواده امپراتوری - شاهزاده وسولود ایوانوویچ (کنستانتینوویچی)، رومن پتروویچ (نیکولایویچی) و آندری الکساندروویچ (میهایلوویچی) - در سال ۱۹۶۹ به ولادیمیر نامه نوشتند و گفتند جایگاه دودمانی دخترش هیچ تفاوتی با فرزندان خودشان ندارد (وسولود ایوانوویچ فرزندی نداشت، اما رومن پتروویچ دو پسر از کنتس پراسکویا شرمتیف داشت، در حالی که آندری الکساندروویچ دو پسر از دونا الیزابت روفو از شاخه روسی شاهزاده‌های دی سن سانت آنتیمو داشت) و همسرش هیچ جایگاه بالاتری نسبت به همسران دیگر شاهزاده‌های رومانوف ندارد.
در سال ۱۹۵۲ او از قدرت‌های غربی خواست تا علیه اتحاد جماهیر شوروی جنگ به راه بیندازند. در ۲۳ دسامبر ۱۹۶۹، ولادیمیر فرمانی جنجالی صادر کرد که به موجب آن، در صورتی که او پیش از رومانوف‌های مرد زنده‌ای که او به عنوان سلسله‌ها به رسمیت می‌شناخت، فوت کند، دخترش ماریا «نماینده تاج و تخت امپراتوری» خواهد شد. این اقدام به عنوان تلاشی از سوی ولادیمیر برای اطمینان از حفظ جانشینی در شاخه خود از خانواده امپراتوری تلقی شده است، در حالی که روسای شاخه‌های دیگر اعلام کردند که اقدامات ولادیمیر غیرقانونی است.
ولادیمیر در نوامبر ۱۹۹۱، زمانی که توسط شهردار سن پترزبورگ، آناتولی سوبچاک، به این شهر دعوت شده بود، توانست از روسیه دیدن کند.

## اختلاف بر سر مرگ و جانشینی
دوک بزرگ ولادیمیر در ۲۱ آوریل ۱۹۹۲ هنگام سخنرانی در جمع بانکداران و سرمایه‌گذاران اسپانیایی زبان در نورترن تراست میامی در ایالات متحده درگذشت. جسد او به روسیه بازگردانده شد و در قلعه پیتر و پاول در سنت پترزبورگ به خاک سپرده شد، اولین رومانوفی که از قبل از انقلاب به این شکل مورد احترام قرار می‌گرفت. مطبوعات خاطرنشان کردند که این مراسم تشییع جنازه «توسط مقامات مدنی و روسی به عنوان یک تعهد برای خانواده رومانوف تلقی می‌شد تا گامی در جهت احیای سلطنت.» از آنجایی که او فقط نتیجه یک امپراتور شناخته شده روسیه بود، عنوان ادعایی او مبنی بر «دوک بزرگ روسیه» باعث ایجاد مشکلاتی در مورد آنچه که باید روی سنگ قبر او نوشته شود، شد.
پس از مرگ او، دخترش ماریا ولادیمیروونا، طبق تفسیر شاخه او از قوانین خاندان روسیه، ریاست خانواده امپراتوری روسیه را بر عهده گرفت. این موضوع توسط نیکلاس رومانوف، شاهزاده روسیه که قبل از مرگ گراند دوک ولادیمیر به عنوان رئیس انجمن خودخوانده «خانواده رومانوف» انتخاب شده بود، مورد اختلاف قرار گرفت.

## افتخارات
- دودمان هوهن‌تسولرن: شوالیه نشان عقاب سیاه